# The Enchanted Drawing
The Enchanted Drawing è un cortometraggio del 1900 diretto da James Stuart Blackton, un film di animazione che usa il sistema dello stop-motion.

## Trama
Blackton fa lo schizzo di una faccia, di un sigaro e di una bottiglia di vino. Levando via gli ultimi due disegni, la faccia comincia a reagire.

## Produzione
Il film fu prodotto dalla Edison Manufacturing Company, girato tra il settembre e il novembre 1900 nei Vitagraph Studios di Brooklyn (15th Street & Locust Avenue, Flatbush).

## Distribuzione
Distribuito dalla Edison Manufacturing Company, il film uscì nelle sale il 16 novembre 1900. Copie del film sono conservate negli archivi della Library of Congress. Nel 2001, fu distribuito in DVD dalla Image Entertainment in un cofanetto dal titolo The Origins of Film (1900-1927), 560 minuti di film sulle origini del cinema.

### Data di uscita
IMDb e Silent Era DVD
- USA	16 novembre 1900
- USA   2001

Alias
- Az elvarázsolt rajz	Ungheria